# Trichoplusia indigna
Trichoplusia indigna là một loài bướm đêm trong họ Noctuidae.